# Carl Nordin
Carl Nordin (* 23. Dezember 1989 in Örnsköldsvik) ist ein ehemaliger schwedischer Skispringer, der für den IF Friska Viljor startete.

## Werdegang
Nordin begann seine internationale Karriere 2004 im Skisprung-Continental-Cup. Bei der Junioren-Weltmeisterschaft 2006 in Kranj erreichte er mit der Mannschaft den neunten Platz. Zwei Jahre später konnte er bei der Skiflug-Weltmeisterschaft 2008 in Oberstdorf gemeinsam mit Isak Grimholm, Johan Eriksson und Andreas Arén im Teamfliegen den elften Platz erreichen. Kurz darauf gab er beim Teamfliegen in Planica am 15. März 2008 sein Debüt im Skisprung-Weltcup. Dabei erreichte er mit der Mannschaft den neunten Platz. Bei den Schwedischen Meisterschaften 2009 in seiner Heimat Örnsköldsvik gewann er Gold mit der Mannschaft und Silber im Einzel. Im September 2009 startete er erneut bei Schwedischen Meisterschaften, die als Schwedische Meisterschaften 2010 gewertet wurden, und gewann erneut Gold mit dem Team und Silber im Einzel. Bei den Schwedischen Meisterschaften 2011 gewann er am 13. März 2011 in Sollefteå mit der Mannschaft Gold sowie im Einzelspringen hinter Titelgewinner Fredrik Balkåsen die Silbermedaille. Am 5. Februar 2012 erreichte er in Örnsköldsvik zum vierten Male in Folge Silber bei den schwedischen Meisterschaften im Einzel von der Normalschanze und Gold mit der Mannschaft sowie von der Großschanze. 2013 erreichte er mit dem 44. Platz bei den Nordischen Skiweltmeisterschaften im Val di Fiemme seine beste Platzierung bei Weltmeisterschaften.
Bei den Schwedischen Meisterschaften 2015 gewann Nordin Silber im Einzelwettbewerb von der Normalschanze sowie Gold im Einzelwettbewerb von der Großschanze. Im selben Jahr nahm er im Mannschaftsspringen noch einmal an der WM teil.

## Privates
Nordin lebt heute in seiner Geburtsstadt Örnsköldsvik und spricht neben seiner Muttersprache Schwedisch noch Englisch.
Carl Nordin ist der jüngere Bruder von Jonas Nordin, welcher bis 2006 ebenfalls als Skispringer im Continental Cup aktiv war.

## Erfolge

### Continental-Cup-Platzierungen
| Saison  | Platz | Punkte |
| ------- | ----- | ------ |
| 2007/08 | 107.  | 025    |
| 2008/09 | 136.  | 011    |
| 2009/10 | 143.  | 001    |
| 2011/12 | 077.  | 036    |
| 2012/13 | 155.  | 010    |
| 2014/15 | 179.  | 001    |